# Język ojracki
Język ojracki – język należący do grupy zachodniej języków mongolskich (ałtajska grupa językowa). Używany przez Ojratów w zachodniej części Mongolii oraz w chińskim regionie autonomicznym Sinciang i prowincji Qinghai przez około 285 tys. osób (stan z roku 1990). Język ojracki tworzy rozbudowany zespół dialektów. Literatura w tym języku rozwinęła się od połowy XVII wieku w tzw. piśmie ojrackim stworzonym przez Zaja Panditę w 1648 na podstawie alfabetu staromongolskiego. 
Na początku XX wieku wykształcił się z niego język kałmucki, zapisywany współcześnie cyrylicą.